# 한국생사수출입조합
한국생사수출입조합은 잠사의 품질향상을 도모하고 해외신용도를 높임으로써 수출입의 건전한 발전을 기하고 조합원 상호간의 공동이익 증진 목적으로 1961년 10월 31일 설립된 대한민국 농림수산식품부 소관의 사단법인이다. 사무실은 서울특별시 영등포구 여의도동 17-9에 있다.

## 주요 사업
- 정부 또는 관계기관에 대한 잠사수출입진흥에 대한 자문
- 누에고치 및 생사의 양허 및 할당관세 수입추천
- 조합원 취급품목의 품질개선, 조사, 연구 및 기술향상과 해외 시장 조사
- 조합원의 공동이익증진을 위한 융자 알선에 관한 사항